# Lucas M. Macri
Lucas M. Macri, född 19 augusti 1972 i Buenos Aires, en argentinsk astronom.
Minor Planet Center listar honom som L. Macri och som upptäckare av 1 asteroid.
Den 10 juni 1996 upptäckte han asteroiden 7850 Buenos Aires.